# Mia Brentano’s American Diary
Mia Brentano’s American Diary ist ein Konzeptalbum von Mia Brentano alias Klaus Martin Kopitz, das 2024 beim Label Mons Records erschien. Es gelangte in den USA auf die Jahresbestenliste („Want List“) des Klassikmagazins Fanfare. Die Noten veröffentlichte der Berliner Verlag Ries & Erler.

## Hintergrund und Entstehung

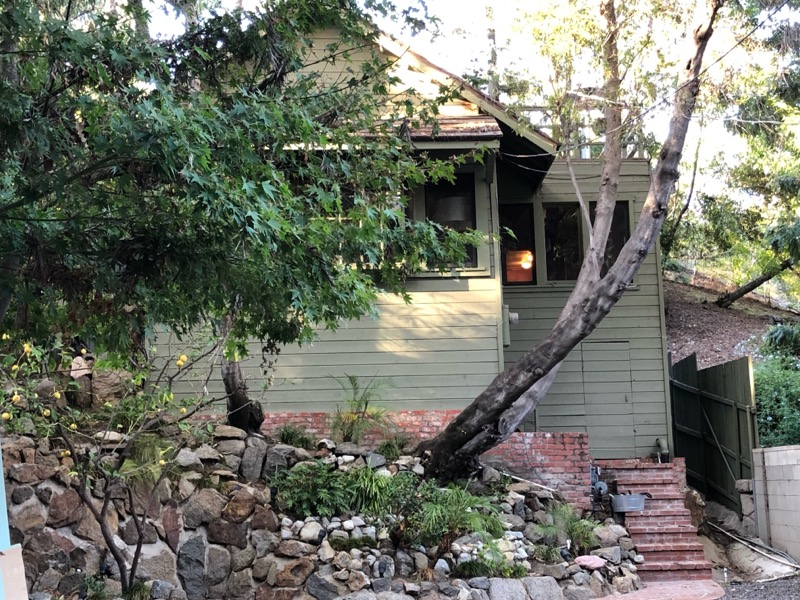
Laurel Canyon, 8217 Lookout Mountain Avenue (2022), Joni Mitchells Haus 1969 bis 1974

Das aus 24 Tracks bestehende Album enthält 19 Stücke für Klavier und Streichorchester, eingespielt von dem Pianisten Benyamin Nuss und dem Deutschen Filmorchester Babelsberg, sowie 5 elektronische Kompositionen, darunter Burning Bodega (A Nightmare), das auf einen Waldbrand in Bodega Bay Bezug nimmt. Der Titel ist zugleich eine Referenz an Alfred Hitchcocks Horror-Klassiker Die Vögel, der dort gedreht wurde.
Insgesamt bildet es den Soundtrack zu einer Reise, die zunächst durch die kanadischen Rocky Mountains bis nach Vancouver führte, dann weiter nach Alaska. Anschließend durchquert die Musik gewissermaßen Kalifornien – von San Francisco bis Los Angeles. Zu den Höhepunkten zählten hier eine Fahrt über die Bixby Bridge, ein Besuch im legendären Restaurant Nepenthe und der Aufenthalt in der idyllischen Kleinstadt Carmel-by-the-Sea. Weitere Inspirationsquellen waren der Laurel Canyon sowie der Griffith Park in Hollywood mit dem berühmten Observatorium, von wo sich ein Blick über die gesamte Region bietet.
Zugleich begreift sich die Musik als Hommage an jene amerikanischen Musiker, die auch die europäische Musik nachhaltig prägten. Der Booklet-Text erwähnt namentlich „so großartige Erfinder neuer Musik wie Charles Ives, George Gershwin, Duke Ellington, John Cage, Miles Davis und Steve Reich.“ Zugleich wird daran erinnert, „dass hier Blues, Jazz, Folk und Rock ’n’ Roll geboren wurden“. So stand Mia einmal „andächtig vor dem kleinen Haus, in dem Joni Mitchell gelebt hatte.“
Auf dem CD-Cover ist das Bild Bixby Bridge Day des Künstlers Steve Thomas abgebildet.

## Titelliste
21 der 24 Titel wurden von Mia Brentano komponiert. Wie ein Vogel zu fliegen und Sandman’s Lullaby („Sandmann, lieber Sandmann“) stammen von Wolfgang Richter, I Thought About You von Jimmy Van Heusen.
| Nr. | Titel                           | Besetzung                                         | Dauer |
| --- | ------------------------------- | ------------------------------------------------- | ----- |
| 1.  | A Cabin in the Rockies          | Klavier & Streicher                               | 1:46  |
| 2.  | Good Morning, Good Fairy        | Klavier & Streicher                               | 3:16  |
| 3.  | Both of Us                      | Klavier & Streicher                               | 2:44  |
| 4.  | Mad Dog in the Fog              | Synthesizer & Klavier                             | 3:17  |
| 5.  | Our God Is the Moon Over Alaska | Klavier & Streicher                               | 2:47  |
| 6.  | Wie ein Vogel zu fliegen        | Klavier & Streicher                               | 2:13  |
| 7.  | The Secret Garden               | Klavier solo                                      | 4:11  |
| 8.  | Midnight in Paradise            | Klavier & Streicher                               | 4:13  |
| 9.  | Wild Neighbors                  | Soundcollage                                      | 3:57  |
| 10. | Laurel Canyon                   | Klavier & Streicher                               | 2:55  |
| 11. | I Thought About You             | Klavier & Streicher                               | 1:36  |
| 12. | Not All Who Wander Are Lost     | Klavier & Streicher                               | 2:25  |
| 13. | Talking With Trees              | Klavier & Streicher                               | 1:13  |
| 14. | Me and the Wizard               | Gesang, Synthesizer & Schlagzeug                  | 2:21  |
| 15. | A Bridge Across the Ocean       | Klavier & Streicher                               | 3:07  |
| 16. | Flying Lights, Flying Colors    | Klavier & Streicher                               | 2:37  |
| 17. | Eisler in Hollywood             | Klavier solo                                      | 2:11  |
| 18. | Last Evening in Carmel          | Klavier & Streicher                               | 2:28  |
| 19. | For Whom the Bell Tolls         | Synthesizer                                       | 1:18  |
| 20. | No Time to stop                 | Klavier & Streicher                               | 2:58  |
| 21. | Sandpiper’s Grave               | Klavier & Streicher                               | 2:49  |
| 22. | Let It Rain                     | Klavier & Streicher                               | 2:26  |
| 23. | Burning Bodega (A Nightmare)    | Frauenstimme, Synthesizer, E-Gitarre & Schlagzeug | 3:07  |
| 24. | Sandman’s Lullaby               | Klavier solo                                      | 1:38  |

## Rezeption
- Das Album wurde überaus positiv besprochen, insbesondere in den USA, wo das Klassik-Magazin Fanfare außer drei Rezensionen auch ein umfangreiches Interview des Komponisten mit der Musikjournalistin Jacqueline Kharouf veröffentlichte.[5] Über das Album schrieb sie: „I find it nostalgic in a way, as if I have always known this sound, and yet it is continually surprising. Every chance that I listen feels like a new opportunity to rediscover this sound and this narrative. […] And that act of looking forward, while remembering the steps that came before, is the very best part of the Mia Brentano sound.“ (Ich empfinde es auf eine Art nostalgisch, als ob ich diesen Klang schon immer gekannt hätte, und doch ist er immer wieder überraschend. Jedes Mal, wenn ich zuhöre, fühlt es sich wie eine neue Gelegenheit an, diesen Klang und diese Erzählung neu zu entdecken. […] Und dieser Akt des Vorwärtsschauens, während man sich an die Schritte erinnert, die zuvor kamen, ist das Allerbeste am Mia-Brentano-Sound.)

- Colin Clarke resümierte in Fanfare: „Mia Brentano has created a wonderful, multifaceted experience, a journey in more ways than one.“ (Mia Brentano hat ein wundervolles, vielschichtiges Erlebnis geschaffen, eine außergewöhnliche Reise in vielerlei Hinsicht.)

- Ken Meltzer meinte dort: „These impressionistic soundscapes, evoking life and surroundings both in the expanse of nature, and in the city, provide effective musical and dramatic contrast.“ (Diese impressionistischen Klanglandschaften, die Leben und Umgebung sowohl in der freien Natur als auch in der Stadt heraufbeschwören, sorgen für wirkungsvolle musikalische und dramatische Kontraste.)

- Martin Kersten, der die CD am 6. März 2024 in der Sendereihe „Hörbar“ des Senders hr2-Kultur vorstellte, bemerkte: „Mia Brentano muss man sich als eine großartige, feinfühlige Künstlerin vorstellen. Das legen jedenfalls ihre Kompositionen nahe, […] berückend schön sind sie auf jeden Fall, einige dieser 24 Miniaturen zwischen Klassik, Jazz, Pop und Filmmusik“.[6]

- Andrew Read hob im Magazin Jazz in Europe hervor: „Throughout the album, nature’s splendor serves as a poignant backdrop for Mia’s compositions. Tracks like Our God Is the Moon Over Alaska, The Secret Garden, and Midnight in Paradise evoke a sense of awe and wonder, while pieces such as Not All Who Wander Are Lost and Talking With Trees resonate with introspective contemplation. In Los Angeles, Mia pays homage to the legendary Laurel Canyon, a haven for musical luminaries like Joni Mitchell and Jim Morrison, immortalized in her poignant instrumental tribute. Inspired by the delicate dance of hummingbirds at the Griffith Observatory, she crafts the shimmering masterpiece Flying Lights, Flying Colors.“ (Auf dem gesamten Album dient die Pracht der Natur als ergreifende Kulisse für Mias Kompositionen. Titel wie Our God Is the Moon Over Alaska, The Secret Garden und Midnight in Paradise rufen ein Gefühl von Ehrfurcht und Staunen hervor, während Stücke wie Not All Who Wander Are Lost und Talking With Trees von introspektiver Kontemplation widerhallen. In Los Angeles zollt Mia dem legendären Laurel Canyon Tribut, einem Paradies für Musikgrößen wie Joni Mitchell und Jim Morrison, der in ihrer ergreifenden instrumentalen Hommage verewigt wurde. Inspiriert vom zarten Tanz der Kolibris am Griffith-Observatorium erschafft sie das schimmernde Meisterwerk Flying Lights, Flying Colors.) Am Schluss resümierte Read: „With an album of this nature, any attempt at trying to Pigeonhole it into a preconceived genre is fruitless. This is simply just great music performed exceptionally well.“ (Bei einem Album dieser Art ist jeder Versuch, es in ein vorgefasstes Genre einzuordnen, vergeblich. Dies ist einfach großartige Musik, überragend gut gespielt.)[7]